# Apòstol

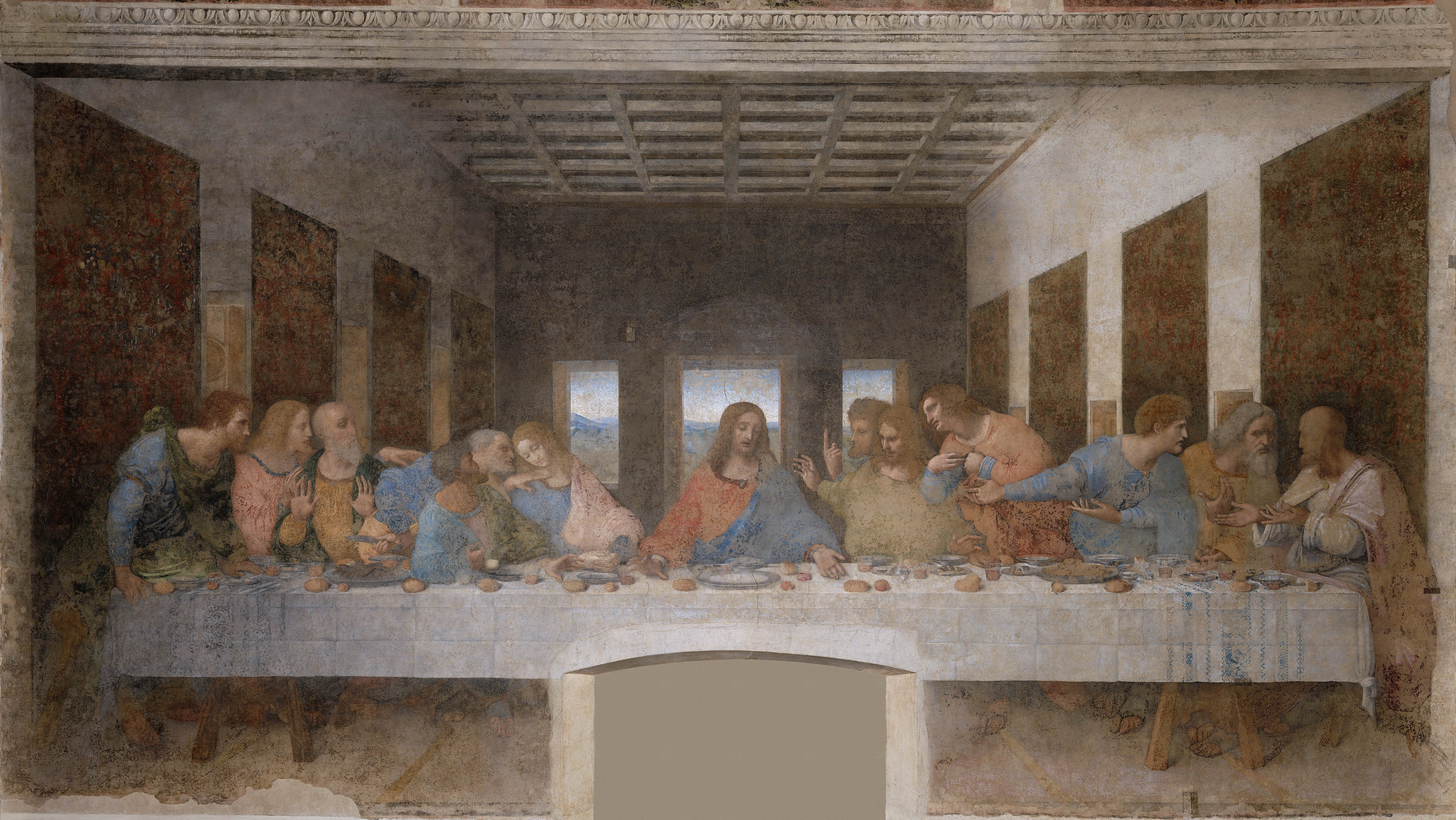
La Santa Cena, pintura mural de la dècada de 1490 de Leonardo da Vinci que mostra l'últim sopar de Jesús i els seus dotze apòstols en la vigília de la seva crucifixió. Santa Maria delle Grazie, Milà.

En la tradició cristiana, els apòstols, particularment els dotze apòstols (en grec απόστολος, apostolos, 'enviat' o 'emissari'), foren dotze homes jueus escollits d'entre els deixebles i enviats per Jesús de Natzaret a predicar l'evangeli als jueus, i després de la seva resurrecció als gentils arreu del món. El Nou Testament hi veu la continuïtat de l'aliança de Déu amb les dotze tribus d'Israel.

## Els dotze apòstols als evangelis
Segons l'exegesi tradicional dels evangelis sinòptics, els dotze que van ser escollits per Jesús al començament del seu ministeri, i a qui «donà el nom d'apòstols», foren:
1. Simó, a qui anomenà Pere, del grec petros o petra; en arameu kēf; en català pedra.
2. Andreu, germà de Pere, un pescador de Betsaida i deixeble de Joan Baptista.
3. Jaume o Jacob, fill de Zebedeu, germà de Joan
4. Joan, també fill de Zebedeu i germà de Jaume, als quals va posar el sobrenom "Boanergués", que significa 'fills del tro'.
5. Felip.
6. Bartomeu, de nom Natanael, fill de Tolmay.
7. Mateu, també anomenat Leví, fill d'Alfeu, recaptador d'impostos.
8. Tomàs, també conegut com a Judes Tomàs Dídim, de l'arameu T'oma, "bessó", i del grec didymous, 'bessó'.
9. Jaume, fill d'Alfeu i germà de Judes Tadeu
10. Simó el cananeu, que segons Lluc li deien el Zelota.
11. Judes Iscariot, el traïdor, que va ser reemplaçat, segons el llibre de Fets dels Apòstols, per Maties. Possiblement Iscariot prové de sicarii que vol dir 'assassí'.
12. Judes Tadeu o Judes, fill d'Alfeu i germà de Jaume. En alguns manuscrits de l'evangeli segons Mateu, és anomenat Lebeu.

A diferència dels evangelis sinòptics a l'evangeli segons Joan no hi ha cap llista dels apòstols ni el seu nombre, encara que 9 d'ells són esmentats en les històries: Andreu, Judes Iscariot, Pere, Tomàs (també anomenat Judes), Natanael, Felip, els fills de Zebedeu (Jaume i Joan) i Judes Tadeu.

## Ofici de l'apòstol
D'acord amb la doctrina cristiana exposada per Sant Pau, els apòstols, a més dels dotze deixebles escollits per Jesús, són altres cristians que han rebut «l'ofici de l'apostolat», un dels cinc ministeris per al servei i edificació de l'església (els altres ministeris són: profeta, evangelista, pastor i mestre), segons l'epístola als Efesis 4:11. En la Bíblia també es troben diverses referències a altres homes i dones que eren anomenats apòstols, Pau entre ells, i que no eren els dotze originals.
Al llarg de la història del cristianisme els missioners pioners exerceixen l'ofici de l'apostolat. En aquest sentit, l'apòstol és el primer home que duu l'evangeli o el missatge del cristianisme a una regió. El títol també s'ha utilitzat per a referir-se a una persona que dona un nou vigor al cristianisme existent a una regió o nació, com és el cas de Sant Patrici a Irlanda.
La tradició occidental del cristianisme (el protestantisme i el catolicisme) consideren que el "deixeble estimat" és l'apòstol Joan, ja que l'autor de l'evangeli segons Joan utilitza aquest títol per a referir-se a si mateix. No obstant això, la tradició de l'Església Siríaca considera que es refereix a Maria Magdalena (o Maria de Betània), fent-la una apòstol, potser la primera apòstol de Jesucrist.